# Marmon Group
El Marmon Group es un conglomerado industrial estadounidense con sede en Chicago, Illinois. Fundado por Jay A. Pritzker y Robert Pritzker en 1953 (como Colson Corporation), pertenece al grupo Berkshire Hathaway desde 2013. Posee empresas que producen equipos de transporte, componentes eléctricos y otros componentes industriales, y empresas que prestan servicios en los sectores de la construcción y el comercio minorista. Una parte importante de su negocio es la fabricación de vagones cisterna, que se venden a través de sus subsidiarias Union Tank Car Company en los Estados Unidos y Procor en Canadá. Berkshire Hathaway, que posee el mayor transportista ferroviario de carga de América del Norte, el Ferrocarril BNSF, adquirió una participación mayoritaria en Marmon en 2007 y se convirtió en propietario único seis años después.

## Origen e historia
En 1953, Jay A. Pritzker y Robert Pritzker adquirieron Colson Corporation, un fabricante de ruedas, bicicletas, cohetes navales y sillas de ruedas, que con unas ventas declaradas de 3 millones de dólares se encontraba en dificultades. El nombre de la empresa se cambió a Marmon Group en 1964, después de la adquisición del fabricante de vehículos especiales Marmon-Herrington. Las principales adquisiciones de Marmon Group han incluido Cerro Corporation (1976) y TransUnion (1981). En 2007, la familia Pritzker vendió una participación del 60 por ciento en Marmon Group a Berkshire Hathaway, con planes para que Berkshire adquiera el 40% restante en el transcurso de los 5 a 6 años siguientes; la participación minoritaria restante fue comprada por Berkshire en 2013.

## Filiales
La siguiente es una lista de subsidiarias del Grupo Marmon:
- Amarillo Gear Company LLC
  - Amarillo Gear Service
- Amarillo Wind Machine LLC
- Anderson Copper and Brass Company LLC
- Astha Sterling Crane Plc (India)
  - Procrane Sales Inc.
- Atlas Bolt & Screw Company LLC
- Cable USA LLC
- Campbell Hausfield
- Cannon Equipment[7]
- Catequip S.A.S and Cat'Serv S.A.R.L
- CCPI Europe Ltd
- Cerro Electrical Products
- Cerro E.M.S
- Cerro Fabricated Products LLC
- Cerro Flow Products LLC
- Cerro Plumbing Products
- Cerro Wire LLC
- Commercial Zone Products
- Comtran Cable LLC
- DCI-Artform
  - Sloane Retail Solutions
- Dekoron Unitherm LLC
- Dekoron Wire & Cable LLC
- Display Technologies LLC
- Dominioni[8]
- Ecodyne Heat Exchangers LLC
- Ecodyne Ltd
- EcoWater Canada Ltd
- EcoWater Systems Europe
- EcoWater Systems LLC
- Eden
- Enersul Inc.
- Epuro
- EXSIF Worldwide Inc.
- Filtrex Technologies
- Focused Technology Solutions,Inc.
- Fontaine Commercial Trailer Inc.
- Fontaine Fifth Wheel Company
- Fontaine Modification Company
- Fontaine Spray Suppression Company
- Freo Group Pty Ltd (Australia)
- Gendon Polymer Services Inc.
- Graver Technologies LLC
- Graver Water Systems LLC
- Harbour Industries LLC
- Jomac Canada
- Joyce Crane
- Koehler-Bright Star LLC
- KX Technologies LLC
- L.A. Darling Company LLC
- Leader Metal Industry Co. Ltd
- Lindenau Full Tank Services GmbH
- M/K Express Company LLC
- Marmon Aerospace & Defense, LLC, dba RSCC Aerospace and Defense[9]
- Marmon Foodservice Technologies, Inc.
  - Cornelius
  - Prince Castle
    - Silver King
- Marmon Utility LLC (Hendrix)
  - Hendrix Wire and Cable, Inc.
- Marmon Utility LLC (Kerite)
- Marmon/Keystone Canada Inc.
- Marmon/Keystone LLC
  - Bushwick Metals LLC
    - AZCO Steel
    - Bushwick-Fisher Steel Company
    - Bushwick-Koons Steel
    - Tarco Steel

  - Future Metals LLC
- Marmon-Herrington Company
- McKenzie Valve & Machining LLC
- Midwest Plastic Fabricators
- Nylok LLC
- Owl Wire and Cable LLC
- Pan American Screw LLC
- Penn Aluminum International LLC
- Penn Machine Company LLC
- Perfection
- Procoves Industrie
- Radiant-RSCC Speciality Cable Private Ltd (India)
- Railserve Inc.
  - Ameritrack Rail
- RLS Press Fittings
- Robertson Inc.
- RSCC Wire & Cable LLC
- Sisu Axles Inc.
- Sonnax Transmission Company, Inc.
- Sterling Crane (North America)
- Store Opening Solutions LLC
- Streater LLC
- TE Wire & Cable LLC
- Thorco Industries LLC
- 3Wire Group Inc.
- Trackmobile LLC
- Trade Fixtures LLC
- Transco Railway Products
- Triangle Suspension Systems Inc.
- TSE Brakes Inc.
- Tucker Safety Products
- Unarco Industries LLC
- Uni-Form Components Co.
- Union Tank Car Company
  - Procor Ltd
- UTLX Company
- Webb Wheel Products
- Wells Lamont Industrial
- Wells Lamont Retail Group
- Western Builders Supply Inc.